# (27514) Markov
(27514) Markov est un astéroïde de la ceinture principale.

## Description
(27514) Markov est un astéroïde de la ceinture principale. Il fut découvert par Paul G. Comba le 26 avril 2000 à Prescott. Il présente une orbite caractérisée par un demi-grand axe de 2,87 UA, une excentricité de 0,034 et une inclinaison de 2,97° par rapport à l'écliptique.
Il fut nommé d'après le mathématicien russe Andreï Markov (1856-1922). Il a un fils homonyme Andreï Markov (1903-1979), également mathématicien.

## Compléments